# Drilonereis tenuis
Drilonereis tenuis är en ringmaskart som först beskrevs av Ehlers 1900.  Drilonereis tenuis ingår i släktet Drilonereis och familjen Oenonidae. Inga underarter finns listade i Catalogue of Life.